# Таджанак (Амоль)
Таджанак (перс. تجنك) — село в Ірані, у дегестані Паїн-Хіябан-е Літкух, в Центральному бахші, шагрестані Амоль остану Мазендеран. За даними перепису 2006 року, його населення становило 530 осіб, що проживали у складі 125 сімей.

## Клімат
Середня річна температура становить 17,18°C, середня максимальна – 31,42°C, а середня мінімальна – 4,38°C. Середня річна кількість опадів – 905 мм.
| Клімат поселення                              | Клімат поселення | Клімат поселення | Клімат поселення | Клімат поселення | Клімат поселення | Клімат поселення | Клімат поселення | Клімат поселення | Клімат поселення | Клімат поселення | Клімат поселення | Клімат поселення | Клімат поселення |
| Показник                                      | Січ.             | Лют.             | Бер.             | Квіт.            | Трав.            | Черв.            | Лип.             | Серп.            | Вер.             | Жовт.            | Лист.            | Груд.            |                  |
| Середній максимум, °C                         | 11,30            | 11,39            | 14,49            | 20,32            | 23,94            | 27,52            | 31,06            | 31,42            | 28,64            | 23,71            | 18,43            | 14,24            |                  |
| Середня температура, °C                       | 7,83             | 7,94             | 11,02            | 16,86            | 20,48            | 24,05            | 26,14            | 26,52            | 23,71            | 18,78            | 13,51            | 9,34             |                  |
| Середній мінімум, °C                          | 4,38             | 4,47             | 7,57             | 13,41            | 17,02            | 20,59            | 21,22            | 21,60            | 18,81            | 13,88            | 8,60             | 4,40             |                  |
| Норма опадів, мм                              | 95               | 73               | 63               | 30               | 28               | 25               | 23               | 52               | 100              | 160              | 136              | 120              |                  |
| Середньомісячна швидкість вітру, м/с          | 1.98             | 2.50             | 2.50             | 2.43             | 2.40             | 2.78             | 2.60             | 2.20             | 2.00             | 1.90             | 2.00             | 2.04             |                  |
| Середньомісячна сонячна радіація, кДж/м²·день | 8278             | 10355            | 12424            | 15787            | 19889            | 21811            | 21568            | 18881            | 15332            | 11981            | 9532             | 7777             |                  |
| --------------------------------------------- | ---------------- | ---------------- | ---------------- | ---------------- | ---------------- | ---------------- | ---------------- | ---------------- | ---------------- | ---------------- | ---------------- | ---------------- | ---------------- |
| Джерело:                                      |                  |                  |                  |                  |                  |                  |                  |                  |                  |                  |                  |                  |                  |